# Richard Bruck

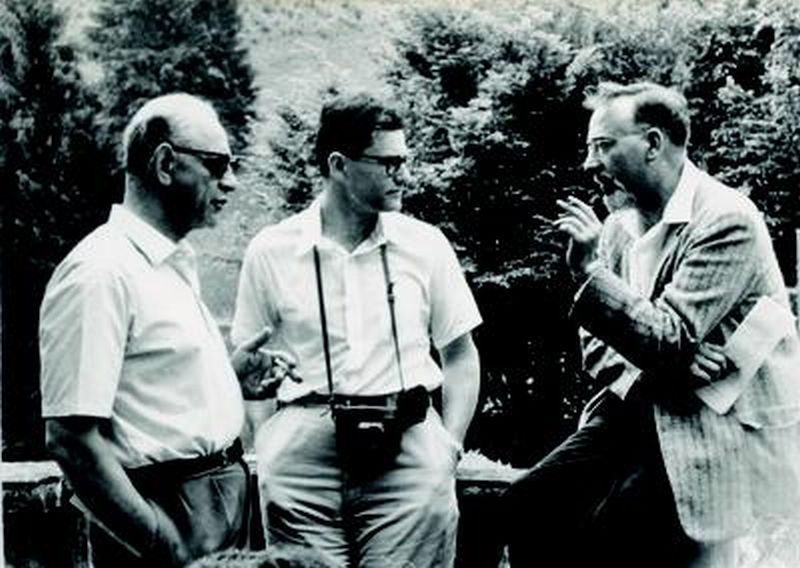
Karl W. Gruenberg (Mitte) mit Kurt Hirsch (links) und Richard Bruck (rechts) 1960

Richard Hubert Bruck (* 26. Dezember 1914; † 18. Dezember 1991 in Madison) war ein US-amerikanischer Mathematiker, der sich mit Kombinatorik beschäftigte.

## Leben
Bruck studierte in Toronto, wo er 1940 mit der Schrift The General Linear Group in a Field of Characteristic p promoviert wurde. Danach war er Professor an der University of Wisconsin in Madison.
1949 bewies er mit Herbert Ryser (The non existence of certain finite projective planes. Canadian Journal of Mathematics Bd. 1, 1949, S. 88–92) den Satz von Bruck-Ryser-Chowla über mögliche Ordnungen n endlicher projektiver Ebenen (von Ryser und Sarvadaman Chowla 1950 auf andere symmetrische Blockpläne erweitert). Er blieb bisher das einzige allgemeine Resultat, das die möglichen projektiven endlichen Ebenen einschränkt: sei n = 1 oder 2 mod 4, dann gibt es keine solche Ebene falls nicht {\displaystyle n=k^{2}+m^{2}} für ganze k, m.
1951 führte er endliche Netze ein.
1946/7 war er Guggenheim Fellow und 1963 Fulbright Lecturer an der University of Canberra. 1956 erhielt er den Chauvenet-Preis für Recent Advances in the foundations of Euclidean Plane Geometry (American Mathematical Monthly 1955). 1962 hielt er einen Vortrag auf dem Internationalen Mathematikerkongress in Stockholm (On the completion of finite partial planes).

## Schriften
- Survey of binary systems, Ergebnisse der Mathematik und ihrer Grenzgebiete, Springer 1958, 3. Auflage 1971